# Eduardo Retat
Eduardo Julián Retat Torres (Santa Marta, Colombia; 6 de junio de 1948) es un exfutbolista y exentrenador colombiano nacionalizado francés.

## Trayectoria como jugador
A pesar de haber sido contactado por un club de Francia, Retat debutó en Independiente Santa Fe en el año 1968 de la mano del entrenador Antonio Julio de la Hoz, tras haber sido catalogado como el mejor jugador amateur de Colombia luego de haber hecho una gran campaña con la Selección de fútbol del Magdalena.
Su primer y único partido con Independiente Santa Fe sería enfrentando al Junior en la ciudad de Barranquilla, en el cual fue tuvo una grave lesión de ligamentos tras chocar con Oswaldo Pérez. Después de eso estuvo un tiempo retirado, viviendo en la ciudad de Barrancabermeja. Estando allí tras 7 meses de recuperación se va para el Cúcuta Deportivo.
A sus 21 años ficha con el Cúcuta Deportivo donde en su primer entrenamiento el director técnico 'motilón' dicidio sacar a una figura del equipo para ponerlo a él, curiosamente cuando vuelve a jugar lo hace enfrentado al Junior en la ciudad fronteriza. Con el Cúcuta Deportivo en tres temporadas disputó 126 partidos y anotó 1 gol.
Cuando sale del Cúcuta Deportivo fue vendido como el jugador más costoso en la historia del FPC, lo vendieron en $COP 10.000.000 (de ese momento). Siendo comprado por el Atlético Nacional donde rápidamente se destacado siendo el capitán desde su llegada hasta su retiro. Con Atlético Nacional llegó a disputar 222 partidos y anotó 38 goles.

## Trayectoria como entrenador
Debutó en la dirección técnica en la Selección de Colombia Sub-23 en el torneo Esperanzas de Toulon Además, lo hizo en el Torneo Preolímpico y a las Olimpiadas de Moscú.
Llega por primera oportunidad al Unión Magdalena en el Torneo Finalización de 1984 en reemplazo de Hermenegildo Segrera, con un rendimiento de 11 victorias, 5 empates y 10 derrotas. En el octogonal final es último ganando tan solo un encuentro.
Retat es más recordado cuando dirigido a Millonarios en dos oportunidades la primera en 1986 y la segunda en 1991 en una de ellas por poco logra el título, perdiendolo con un gol de tiro libre en los últimos minutos del encuentro lo que valió en la tabla de posiciones por el ítem de gol diferencia.
El 20 de octubre de 1993 fue despedido del Deportivo Pereira, la junta directiva del Matecaña decide remplazarlo por su asistente técnico, Oswaldo Calero (DT) y Eduardo Pimentel (jugador y AT).
También pasó por el Deportivo Cali donde como dato curioso extradeportivo acostumbraba a llevar al equipo a rezar a la ciudad de Buga casi todos los días.
En la Temporada 1995 lleva al Real Cartagena hasta el hexagonal final pero tras una racha de 12 partidos sin ganar se marcha del club. Luego, en la Temporada 1995-96 ficha con el Lanceros Boyacá, en el mismo 1996 regresa al Real Cartagena, dirigiendo entre el 14 de septiembre y el 8 de noviembre. En 1997 dirigió las categorías menores de la Selección de fútbol del Magdalena.
En 1998 Retat fue uno de los ocho entrenadores que tuvo el Deportivo Unicosta en esa temporada, siendo lo más destacable de su paso una goleada a favor 7-2 en su debut frente al Unión Magdalena.
Entre los años 2000 y 2004 estuvo dirigiendo aceptablemente al Unión Magdalena. El  el día 12 de abril de 2004 llegó a los 366 partidos dirigiendo al "Ciclón Bananero".
Al Cúcuta Deportivo lo comando en dos oportunidades: la primera en un periodo muy corto en 1998, renunciando el día 17 de marzo, ya que el presidente de aquella época (Germán Guerrero Vargas) nunca le pagó su salario ni a él ni a los jugadores. Luego,su segundo paso fue desde la fecha 12 de la temporada 2004 en esta etapa estuvo marcada por un hecho particular. En la última fecha del cuadrangular semifinal el Real Cartagena debía ganar por cuatro goles al Valledupar F. C., los cuales obtuvo en los 12 minutos finales mientras Cúcuta Deportivo (de Retat) derrotaba 3-1 a Alianza Petrolera, teniendo el cupo a la final de la Primera B en su poder. Este hecho generó sospechas de arreglo a favor del equipo cartagenero, los cuales quedaron únicamente en indicios ya que la investigación fue archivada. Retat se marcharía del club en la fecha 7 del torneo apertura de 2005.
El 14 de mayo de 2005 regreso al Unión Magdalena, pero fue despedido tras un mal inicio de temporada. Sin embajador, volvió a dirigir al club en el Torneo Apertura 2006. Renunció al cargo tras caer por un marcador de 1-2 frente al Deportivo Rionegro en la última fecha del torneo finalización.
Comando desde el 14 de agosto de 2007 al Atlético Bucaramanga donde ocupó el puesto (7) en la reclasificación total del año, en 2008 fue despedido por malos resultados el día 26 de marzo.
En Patriotas Boyacá tuvo dos pasos destacados en la segunda división. El primero en 2009 cuando reemplazo al argentino Mario Vanemerak y el segundo en 2012.
El 20 de diciembre de 2010 llegó a realizar la pretemporada del Unión Magdalena, dirigiendo durante el torneo apertura de 2011, renunciando el 23 de abril.
Su retiro fue en el Temporada 2015 al mando del Unión Magdalena, entre el 5 de febrero y el 19 de agosto.
Como entrenador es curioso que ha dirigido más de 1.000 partidos; (627) en primera división, (444) en segunda división sin llegar a conseguir títulos.

## Selección nacional
Como jugador se clasificó con la Selección Colombia en el año 1968 a los juegos olímpicos pero no pudo ir por motivo de una lesión de ligamentos.
En total con la Selección Colombia disputó 18 partidos en los que convirtió 2 goles.

## Clubes

### Jugador
| País     | Club              | Año         |
| -------- | ----------------- | ----------- |
| Colombia | Santa Fe          | 1968        |
| Colombia | Cúcuta Deportivo  | 1969 - 1971 |
| Colombia | Atlético Nacional | 1971 - 1979 |

### Asistente
| País     | Club           | Año  | AT de:          |
| -------- | -------------- | ---- | --------------- |
| Colombia | Deportivo Cali | 1981 | Edilberto Righi |

### Entrenador
| País                     | Club                     | Año                      | PD   |
| ------------------------ | ------------------------ | ------------------------ | ---- |
| Colombia                 | Selección Sub-23         | 1980                     | 9    |
| Colombia                 | Deportivo Cali           | 1983                     | 54   |
| Colombia                 | Unión Magdalena          | 1984 - 1985              | 94   |
| Colombia                 | Millonarios              | 1986                     | 56   |
| Colombia                 | Unión Magdalena          | 1987                     | 40   |
| Colombia                 | Deportes Quindío         | 1988                     |      |
| Colombia                 | Sporting                 | 1989                     |      |
| Colombia                 | Unión Magdalena          | 1990                     | 40   |
| Colombia                 | Millonarios              | 1991                     | 46   |
| Colombia                 | Deportivo Pereira        | 1992 - 1993              |      |
| Colombia                 | Real Cartagena           | 1995                     | 22   |
| Colombia                 | Lanceros Boyacá          | 1995 - 1996              |      |
| Colombia                 | Real Cartagena           | 1996                     | 8    |
| Colombia                 | Deportes Quindío         | 1997                     |      |
| Colombia                 | Cúcuta Deportivo         | 1998                     | 3    |
| Colombia                 | Deportivo Unicosta       | 1998                     |      |
| Colombia                 | Unión Magdalena          | 2000 - 2004              | 188  |
| Colombia                 | Cúcuta Deportivo         | 2004 - 2005              | 36   |
| Colombia                 | Unión Magdalena          | 2005                     | 3    |
| Colombia                 | Unión Magdalena          | 2006                     | 42   |
| Colombia                 | Atlético Bucaramanga     | 2007 - 2008              | 24   |
| Colombia                 | Patriotas Boyacá         | 2009                     | 36   |
| Colombia                 | Unión Magdalena          | 2011                     | 19   |
| Colombia                 | Patriotas Boyacá         | 2012                     | 6    |
| Colombia                 | Unión Magdalena          | 2015                     | 37   |
| Total partidos dirigidos | Total partidos dirigidos | Total partidos dirigidos | +763 |

## Estadísticas como jugador

### Clubes
| Club                         | Temporada           | Liga | Liga  | Copa Libertadores | Copa Libertadores | Total | Total |
| Club                         | Temporada           | PJ.  | Goles | PJ.               | Goles             | PJ.   | Goles |
| ---------------------------- | ------------------- | ---- | ----- | ----------------- | ----------------- | ----- | ----- |
| Santa Fe · Colombia          | 1968                | 1    | 0     | -                 | -                 | 1     | 0     |
| Cúcuta Deportivo · Colombia  | 1969-71             | 126  | 1     | -                 | -                 | 126   | 1     |
| Atlético Nacional · Colombia | 1972-1979           | 222  | 28    | 12                | 1                 | 234   | 29    |
| Total en su carrera          | Total en su carrera | 359  | 29    | 12                | 1                 | 371   | 30    |

### Selección
| Selección         | Año         | Partidos | Goles |
| ----------------- | ----------- | -------- | ----- |
| Colombia Absoluta | 1970 - 1977 | 18       | 2     |

## Estadística como entrenador

### En clubes (incompleto)
| Unión Magdalena · Colombia      |       |       |     |             |             |             |   |   |   |   |   |   |   |     |     |             |             |             |        |
| 1.ª                             | 1984  | 40    | 14  | 10          | 16          | -           | - | - | - | - | - | - | - | 40  | 14  | 10          | 16          | 43.33%      |        |
| 1.ª                             | 1985  | 54    | 16  | 17          | 21          | -           | - | - | - | - | - | - | - | 54  | 16  | 17          | 21          | 40.12%      |        |
| 1.ª                             | 1987  | 40    | 8   | 11          | 21          | -           | - | - | - | - | - | - | - | 40  | 8   | 11          | 21          | 29.17%      |        |
| 1.ª                             | 1990  | 40    | 8   | 11          | 21          | -           | - | - | - | - | - | - | - | 40  | 8   | 11          | 21          | 29.17%      |        |
| 2.ª                             | 2000  | 32    | 16  | 8           | 8           | -           | - | - | - | - | - | - | - | 32  | 16  | 8           | 8           | 58.33%      |        |
| 2.ª                             | 2001  | 32    | 14  | 8           | 10          | 2           | 2 | 0 | 0 | - | - | - | - | 34  | 16  | 8           | 10          | 54.9%       |        |
| 1.ª                             | 2002  | 56    | 23  | 13          | 20          | -           | - | - | - | - | - | - | - | 56  | 23  | 13          | 20          | 48.81%      |        |
| 1.ª                             | 2003  | 48    | 18  | 11          | 19          | -           | - | - | - | - | - | - | - | 48  | 18  | 11          | 19          | 45.14%      |        |
| 1.ª                             | 2004  | 18    | 2   | 4           | 12          | -           | - | - | - | - | - | - | - | 18  | 2   | 4           | 12          | 18.52%      |        |
| 1.ª                             | 2005  | 3     | 0   | 0           | 3           | -           | - | - | - | - | - | - | - | 3   | 0   | 0           | 3           | 0%          |        |
| 2.ª                             | 2006  | 42    | 19  | 11          | 12          | -           | - | - | - | - | - | - | - | 42  | 19  | 11          | 12          | 53.97%      |        |
| 2.ª                             | 2011  | 15    | 3   | 4           | 8           | 4           | 0 | 2 | 2 | - | - | - | - | 19  | 3   | 6           | 10          | 26.32%      |        |
| 2.ª                             | 2015  | 31    | 11  | 12          | 8           | 6           | 2 | 3 | 1 | - | - | - | - | 37  | 13  | 15          | 9           | 48.65%      |        |
| Total                           | Total | 451   | 152 | 120         | 179         | 12          | 4 | 5 | 3 | 0 | 0 | 0 | 0 | 463 | 156 | 125         | 182         | 42.69%      |        |
| Deportivo Cali · Colombia       | 1ª    | 1983  | 54  | 19          | 12          | 23          | - | - | - | - | - | - | - | -   | 54  | 19          | 12          | 23          | 42.6%  |
| Deportivo Cali · Colombia       | Total | Total | 54  | 19          | 12          | 23          | 0 | 0 | 0 | 0 | 0 | 0 | 0 | 0   | 54  | 19          | 12          | 23          | 42.6%  |
| Millonarios · Colombia          | 1.ª   | 1986  | 56  | 26          | 17          | 13          | - | - | - | - | - | - | - | -   | 56  | 26          | 17          | 13          | 56.55% |
| Millonarios · Colombia          | 1.ª   | 1991  | 46  | 19          | 17          | 10          | - | - | - | - | - | - | - | -   | 46  | 19          | 17          | 10          | 53.62% |
| Millonarios · Colombia          | Total | Total | 102 | 45          | 34          | 23          | 0 | 0 | 0 | 0 | 0 | 0 | 0 | 0   | 102 | 45          | 34          | 23          | 55.23% |
| Real Cartagena · Colombia       | 2.ª   | 1995  | 22  | 5           | 8           | 9           | - | - | - | - | - | - | - | -   | 22  | 5           | 8           | 9           | 34.85% |
| Real Cartagena · Colombia       | 2.ª   | 1993  | 8   | 1           | 3           | 4           | - | - | - | - | - | - | - | -   | 8   | 1           | 3           | 4           | 25%    |
| Real Cartagena · Colombia       | Total | Total | 30  | 6           | 11          | 13          | 0 | 0 | 0 | 0 | 0 | 0 | 0 | 0   | 30  | 6           | 11          | 13          | 32.22% |
| Cúcuta Deportivo · Colombia     | 2.ª   | 1998  | 3   | Desconocido | Desconocido | Desconocido | - | - | - | - | - | - | - | -   | 3   | Desconocido | Desconocido | Desconocido | 42.6%  |
| Cúcuta Deportivo · Colombia     | 2.ª   | 2004  | 29  | Desconocido | Desconocido | Desconocido | - | - | - | - | - | - | - | -   | 29  | Desconocido | Desconocido | Desconocido |        |
| Cúcuta Deportivo · Colombia     | 2.ª   | 2005  | 7   | 4           | 1           | 2           | - | - | - | - | - | - | - | -   | 7   | 4           | 1           | 2           | 61.9%  |
| Cúcuta Deportivo · Colombia     | Total | Total | 39  |             |             |             | 0 | 0 | 0 | 0 | 0 | 0 | 0 | 0   | 39  |             |             |             |        |
| Atlético Bucaramanga · Colombia | 1.ª   | 2007  | 14  | 5           | 1           | 8           | - | - | - | - | - | - | - | -   | 14  | 5           | 1           | 8           | 38.09% |
| Atlético Bucaramanga · Colombia | 1.ª   | 2008  | 9   | 4           | 1           | 4           | 1 | 0 | 1 | 0 | - | - | - | -   | 10  | 4           | 2           | 4           | 46.67% |
| Atlético Bucaramanga · Colombia | Total | Total | 23  | 9           | 2           | 12          | 1 | 0 | 1 | 0 | 0 | 0 | 0 | 0   | 24  | 9           | 3           | 12          | 41.67% |
| Patriotas Boyacá · Colombia     | 2.ª   | 2009  | 29  | 11          | 7           | 11          | 7 | 4 | 1 | 2 | - | - | - | -   | 36  | 15          | 6           | 13          | 47.23% |
| Patriotas Boyacá · Colombia     | 1.ª   | 2012  | 6   | 2           | 2           | 2           | - | - | - | - | - | - | - | -   | 6   | 2           | 2           | 2           | 44.44% |
| Patriotas Boyacá · Colombia     | Total | Total | 35  | 13          | 9           | 13          | 7 | 4 | 1 | 2 | 0 | 0 | 0 | 0   | 42  | 17          | 10          | 15          | 48.42% |
| 1. 2.                           |       |       |     |             |             |             |   |   |   |   |   |   |   |     |     |             |             |             |        |

### En selección
| Colombia Sub-23 | 1980 | 6 | 3 | 1 | 2 | 2.º | 3 | 1 | 1 | 1 | Desconocido | Desconocido | Desconocido | Desconocido | 4.º | 9 | 4 | 2 | 3 | 51.85% | 12 | 9 | +3 |

## Palmarés

### Jugador
| Título                | Club              | País     | Año  |
| --------------------- | ----------------- | -------- | ---- |
| Campeonato colombiano | Atlético Nacional | Colombia | 1973 |
| Campeonato colombiano | Atlético Nacional | Colombia | 1976 |

### Entrenador
- Triangular de ascenso 2001 con Unión Magdalena.